# Пуста (річка)
Пуста — річка у Буському районі Львівської області, права притока Радоставки (басейн Дніпра).

## Опис
Довжина річки 11 км, похил річки — 1,1 м/км. Формується з багатьох безіменних струмків. Площа басейну 71,6 км2.

## Розташування
Бере початок у селі Соколівка. Тече переважно на північний захід і на північно-західній стороні від села Заболото впадає у річку Радоставку, ліву притоку Стиру.
Населені пункти вздовж берегової смуги: Бачка, Горбачі, Топорів.
Річку перетинає автомобільна дорога Т 1806.